# Christian Ludwig Nitzsch

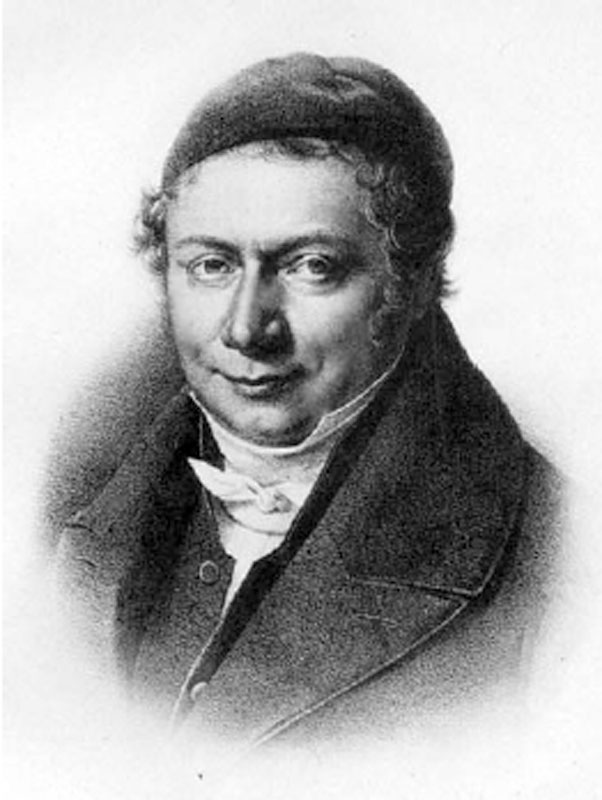
Christian Ludwig Nitzsch

Christian Ludwig Nitzsch (* 3. September 1782 in Beucha; † 16. August 1837 in Halle (Saale)) war ein deutscher Biologe.

## Leben
Christian Ludwig Nitzsch wurde als Sohn des einstigen Pastors der Wittenberger Stadtkirche, Generalsuperintendenten und ersten Direktors des königlichen evangelischen Predigerseminars Karl Ludwig und der Luise Nitzsch (geb. Wernsdorf) in Beucha geboren. Nach Schulbesuchen in Borna und Zeitz begann er am 1. Juli 1791, aufgrund des besonderen Wunsches seines Urgroßvaters Gottlieb Wernsdorf der Ältere, an der Universität Wittenberg zu studieren, wo er sein Examen am 21. Dezember 1804 ablegte und Kandidat der Medizin wurde.
Er habilitierte sich und promovierte am 4. Januar 1808 zum Doktor der Medizin. Im Anschluss, am 1. August 1808, übernahm er den außerordentlichen Lehrstuhl für Botanik und Naturgeschichte und versah als Nachfolger Karl Heinrich Dzondis 1810 das Prosektorat am anatomischen Theater. Seinen wissenschaftlichen Ruf begründete er damals mit seiner Doktorarbeit „De respiratione animalium“, einem wichtigen Beitrag zur vergleichenden Anatomie der Atmungsorgane. In der Botanik verdankte Nitzsch wertvolle Anregungen dem Universitätsmechaniker Christian Schkuhr und sammelte seit 1813 Mallophagen.
Am 5. Oktober 1815 wurde Nitzsch als erster ordentlicher Professor für Zoologie an die Universität Halle berufen. Dort wurde er Direktor des zoologischen Museums, das sich vor seiner Übernahme im Verfall befunden hatte, und sorgte für dessen Fortbestand. Er restaurierte und präparierte selbst zahlreiche Exponate und erwirkte eine personelle Aufstockung. 1834 erfolgte unter seinem Ordinariat der Umzug der Sammlungen in das neuerrichtete Hauptgebäude der Universität. Mit seiner systematischen Ordnung der Mallophagen, die er in fünf Manuskriptbänden niederlegte, gilt er als Begründer der Mallophagenforschung. Darin werden auch andere Ektoparasiten abgehandelt, die er bei der Suche nach Mallophagen fand. Die Zoologie verdankt seinen Arbeiten „Über die Formenkenntnis, Anatomie und Entwicklungsgeschichte der Parasiten“, „Über die Anatomie der Vögel“ und „Der Bau der Infusorien“ wichtige Aufschlüsse. Nitzsch, der sich als vorzüglicher Zoologe auch mit der Anatomie der Vögel beschäftigte, entwickelte Präpariertechniken und wusste auch in seinen Vorlesungen zu begeistern. Er starb 1837 an den Folgen eines Schlaganfalls.
Im Jahr 1818 wurde er zum Mitglied der Leopoldina gewählt. Seit 1818 war er korrespondierendes Mitglied der Preußischen Akademie der Wissenschaften und seit 1835 der Russischen Akademie der Wissenschaften in Sankt Petersburg.

## Werke
- De respiratione animalium Commentatio biologica. Zimmermann, Wittenberg 1808. (Digitalisat)
- „Die Familien der Thierinsekten“ im Germar’s Magazin für Entomologie, Band 3 1818
- „Zur Geschichte der Thierinsektenkunde“ in der Zeitschrift für gesammelte Naturwissenschaften 5 Band 1855
- „Charakteristik der Federlinge“ in Zeitschrift für gesammelte Naturwissenschaften Band 9 1857
- „Beiträge zur Infusorienkunde“ in Neue Schriften der naturforschenden Gesellschaft in Halle Band 3 Heft 1 1817
- „Anatomie der Vögel“ in Meckels Deutsches Archiv für Physiologie Band 1 1815 Band 2 1816, Band 3 1817 Band 6 1820 und Band 11 1826
- Osteographische Beiträge zur Naturgeschichte der Vögel, 1811.
- System der Pterylographie, bei Burmeister 1840 doi:10.5962/bhl.title.64330
- Observationes de Avium arteria carotide communi, (Halle) 1829.
- „Charakteristik der Federlinge“ in Zeitschrift für gesammelte Naturwissenschaften Band 9 1857.
- Pterlyographiae Avium pars prior, (Halle) 1833 — Traduit en anglais sous le titre de Nitzsch's Pterylography à la Ray Society en 1867.
- „Zur Geschichte der Thierinsektenkunde“ in der Zeitschrift für gesammelte Naturwissenschaften 5 Band 1855.
- „Beiträge zur Infusorienkunde“ in Neue Schriften der naturforschenden Gesellschaft in Halle Band 3 Heft 1 1817.
- „Anatomie der Vögel“ in Meckels Deutschen Archiv für Physiologie Band 1 1815 Band 2 1816, Band 3 1817 Band 6 1820 und Band 11 1826.
- mit C. Giebel: Insecta epizoa. Die auf säugethieren und vögeln schmarotzenden Insecten. O. Wigand, Leipzig 1874. doi:10.5962/bhl.title.66072